# مامة وت
مامة وت هي قرية في مقاطعة سردشت، إيران. يقدر عدد سكانها بـ 32 نسمة بحسب إحصاء 2016.